# Платинадитантал
Платинадитантал — бинарное неорганическое соединение
платины и тантала
с формулой Ta2Pt,
кристаллы.

## Получение
- Сплавление стехиометрических количеств чистых веществ:

{\displaystyle {\mathsf {Pt+2Ta\ {\xrightarrow {2470^{o}C}}\ Ta_{2}Pt}}}

## Физические свойства
Платинадитантал образует кристаллы
тетрагональной сингонии,
пространственная группа P 42/mnm,
параметры ячейки a = 0,995 нм, c = 0,516 нм, Z = 10,
структура типа урана β-U
.
Соединение образуется по перитектической реакции при температуре 2470°С
и имеет широкую область гомогенности .